# Ismar Elbogen
Ismar Elbogen (ur. 1 września 1874 w Ostrzeszowie, zm. 1 sierpnia 1943 w Nowym Jorku) – niemiecki rabin, wykładowca i historyk.
Nauki pobierał u swego wuja, Jacoba Levy, a następnie w gimnazjum. Od 1893 roku uczył się w Żydowskim Seminarium Teologicznym we Wrocławiu, w 1898 uzyskał tam stopień doktora Uniwersytetu Wrocławskiego. Swój dyplom rabina zdobył w 1899 roku po czym został mianowany na wykładowcę Egzegezy Biblijnej oraz Historii Żydowskiej w Collegio Rabbinico Italiano we Florencji. W 1902 roku został privatdozentem i rektorem w Lehranstalt für die Wissenschaft des Judentums w Berlinie.
Jest autorem książki Jewish Liturgy: A Comprehensive History, pierwszy raz wydanej po niemiecku w 1913 roku. Książka ta doczekała się kilku późniejszych wydań w języku hebrajskim. Ostatnia edycja hebrajska została przetłumaczona na język angielski przez Raymonda P. Scheindlina i wydana przez Jewish Publication Society w 1993 roku.
Praca ta zawiera całą gamę zmian w żydowskiej liturgii, od wczesnych podstaw, przez średniowiecze aż po reformę w Niemczech i USA. Jest to najpełniejsze kiedykolwiek napisane akademickie studium liturgii żydowskiej.
Współredagował (z Aronem Freimannem i Maxem Freudenthalem) Zeitschrift für die Geschichte den Juden in Deutschland (Czasopismo historii Żydów w Niemczech). Od 1933 był członkiem Reichsvertretung der Deutschen Juden. Po 1938 wyemigrował do USA, gdzie wykładał aż do śmierci w Żydowskim Instytucie Religii w Nowym Jorku, a także w Żydowskim Seminarium Teologicznym i Hebrew Union College.

## Pozostałe dzieła
- Geschichte der Juden seit dem Untergang des jüdischen Staats - 1919
- Der jüdische Gottesdienst in seiner geschichtl. Entwicklung - 1924